# S.T.A.L.K.E.R.: Shadow of Chernobyl
S.T.A.L.K.E.R.: Shadow of Chernobyl je prvoosebna strelska videoigra in preživetvena grozljivka ukrajinskih razvijalcev GSC Game World, ki je izšla marca 2007 pri založbi THQ za Microsoft Windows. Zgodba združuje motiv nesreče jedrske elektrarne Černobil s svetom ruskega znanstvenofantastičnega romana Piknik na robu ceste oz. njegove filmske adaptacije Stalker in predstavi alternativen tok dogodkov, v katerem 20 let po černobilski nesreči pride do nove jedrske katastrofe. Ta povzroči fizikalne anomalije, podobne tistim v Pikniku na robu ceste (v izvirniku so te sicer posledica obiska nezemljanov), in mutante. Igralec je postavljen v vlogo Zaznamovanega (The Marked One), moža, ki se po izgubi spomina v prometni nesreči v bližini poda v Černobilsko izključitveno območje iskat in ubit nekoga po imenu Strelok.
Po izidu je bila igra deležna pozitivnega odziva kritikov in igralcev. Spodbudila je tudi vzpon subkulture Stalkerjev, ljudi, ki zares hodijo v izključitveno območje podoživljat čase Sovjetske zveze in iz njega tihotapijo razne zapuščene predmete. Z izrazom »Stalker« (angleško: postopač, zalezovalec) sta tovrstne tihotapce poimenovala avtorja Piknika na robu ceste Arkadij in Boris Strugacki, v igri pa je zapisan kot akronim S.T.A.L.K.E.R. za »Scavengers, Trespassers, Adventurers, Loners, Killers, Explorers, Robbers« (dobesedno »mrhovinarji, vsiljivci, pustolovci, samotarji, morilci, raziskovalci, roparji«). Kasneje je izšlo več nadaljevanj in predelav, skupaj z izvirnikom prodanih v 15 milijonih izvodov.

## Zgodba
Igra je postavljena v Černobilsko izključitveno območje, krajše »Cono«, in zajema približno 30 km² dokaj realistično upodobljene okolice južno od jedrske elektrarne v Černobilu ter mesto Pripjat, ki je v igrinem svetu prestavljeno tja in pomanjšano. V zgodbi se je približno 20 let po černobilski nesreči zgodila skrivnostna nova katastrofa, ki je pobila ali mutirala večino prebivalcev, zlasti vojaškega osebja in znanstvenikov, ter povzročila pojav nevarnih fizikalnih anomalij po Coni. Dogajanje se prične nekaj let kasneje, ko se opogumijo Stalkerji in pričnejo zahajati v Cono ter iskati dragocene predmete in zbirati informacije o pojavu v raziskovalne namene.
Igralčev lik se v prvem prizoru pelje s skupino drugih ljudi, ko njihovo vozilo zadene strela, zato voznik izgubi nadzor nad njim in se zaleti. Nato se kot edini preživeli prebudi v preprodajalčevem bunkerju, ne spomni se ničesar izpred nesreče, njegova edina vez s preteklostjo je tetovaža »S.T.A.L.K.E.R.« in dlančnik z zapisom »ubij Streloka«. Trgovec Sidorovič ga poimenuje »Zaznamovani« (Marked One) in mu naloži nekaj opravil kot povračilo, da mu je rešil življenje. V teh uvodnih misijah odkriva okolico in spoznava nove like, s čimer dobiva namige o morebitni lokaciji Streloka. Sčasoma se prebija globlje v Cono in odkriva več podrobnosti, pričenjajo se mu prikazovati tudi prebliski izgubljenih spominov.
Da bi prišel še globlje, mora igralec onesposobiti napravo, znano kot Stroj čudežev (Miracle Machine). To so zgradili ljudje in povzroča, da vsak, ki pride preblizu, izgubi razum in postane zombi. Med nalogo najde Zaznamovani namig, ki ga vodi do Doca, člana Strelokove ekipe. Po tistem se ujame v past, iz katere ga reši Doc. Zaznamovanemu pove o monolitskem objektu v sredini Cone, znanemu kot Izpolnjevalec želja (Wish Granter). Tega iščejo vse frakcije v Coni, varuje pa ga skupina z imenom Monolit. Doc pred odhodom namigne, da je igralec v resnici Strelok.
Novi namigi ga usmerijo proti černobilski jedrski elektrarni kot verjetni lokaciji Izpolnjevalca želja. Drugi, večji Stroj čudes, poimenovan Požigalec možganov (Brain Scorcher) zapira pot do Pripjata. Ko onesposobi tega, lahko igralec pride čez Pripjat in do elektrarne, a hkrati odpre pot tudi ostalim frakcijam, zato postane Pripjat bojišče. Igralec se mora za dostop do elektrarne boriti s fanatiki Monolita in vojsko. V sarkofagu najde Izpolnjevalca želja in pod njim skriven laboratorij. V njem je terminal, kjer se nahaja bitje, znano kot C-zavest (C-Consciousness).
C-zavest razkrije, da igralec zares je Strelok, in razloži zgodovino Cone. Po černobilski nesreči leta 1986 je sovjetska oblast izkoristila izpraznjeno Cono za nemotene skrivne raziskave na človeškem umu, razvili so različna orodja za zunajtelesno zaznavo in telepatsko bojevanje. Sedem znanstvenikov so umsko povezali in ustvarili kolektivno inteligenco C-zavest. Po razpadu Sovjetske zveze pet let kasneje je C-zavest prevzela nadzor in nadaljevala z raziskavami. Z globalnim nadzorom umov je hotela vzpostaviti mir na svetu, a se je poskus ponesrečil, rezultat česar je bila druga černobilska katastrofa. Za lastno zaščito je nato ustvarila Stroje čudes in Izpolnjevalce želja, slednji so spreminjali ljudi v Monolitove vojščake.
Igra ima sedem različnih koncev, odvisno od igralčevih odločitev; »pravi« konec se odvrti, če je igralec našel dovolj namigov o identiteti svojega lika. C-zavest v tem primeru ponudi Streloku, da postane del kolektiva; igralec lahko ponudbo sprejme ali se odloči ustaviti C-zavest. V slednjem primeru ga ta teleportira stran, nato se mora prebiti mimo Monolitovih vojščakov, mutantov in anomalij. Ko znova doseže C-zavest, Strelok prestreli kapsule z znanstveniki in uniči kolektivno inteligenco, na koncu pa uniči še kapsulo, pripravljeno zanj, in odide.

## Igranje
V osnovi je S.T.A.L.K.E.R. prvoosebna strelska videoigra z elementi preživetvenih grozljivk in igranja vlog. Poudarek je na strelski akciji, a je grozljivo vzdušje z omejenim strelivom in življenjsko energijo pomemben element. Med prvoosebnimi strelskimi igrami svojega časa izstopa po odprtem svetu in nelinearnim načinom napredovanja ter podajanja zgodbe, kjer lahko igralec opravlja stranske naloge za zbiranje zalog, pa tudi po presenetljivo realističnem obnašanju orožja – večina zgodnjih orožij je zelo nenatančnih in za boljši rezultat se je treba ustaviti ter uporabiti merek, izstreljeni naboji pa so podvrženi zakonom balistike in lahko prebijajo tanjše stene. Elementi igranja vlog se ne odražajo v samem igralčevem liku, ki bi z izkušnjami pridobival boljše sposobnosti, temveč z naprednejšo opremo (orožjem, oklepom) in določenimi artefakti, s katerimi se lahko igralec vrne na neko območje in opravi s prej premočnimi nasprotniki. Dodatno omejitev predstavlja velikost inventarja, zaradi omejitev teže in velikosti predmetov, ki jih lahko nosi, mora igralec izbrati, katero orožje bo uporabljal. Poleg tega mora poskrbeti za hrano, saj njegov lik postane lačen in, v primeru obsevanja, za zdravila.
Igrin svet je kompleksen in realističen; k vzdušju pripomore temačno okolje z razpadajočimi objekti in mnogo podrobnostmi ter za svoj čas dokaj dovršena grafika. Računalniško vodeni liki se pogovarjajo ali (v primeru sovražnih frakcij) spopadajo med seboj, medtem ko se živali združujejo v trope za napad in družno pobegnejo, ko utrpi trop nekaj žrtev. Umetna inteligenca se dobro obnese na odprtem, kjer denimo človeški sovražniki izkoriščajo kritje in poskušajo priti igralcu za hrbet, v zgradbah pa se včasih zatakne. Nekaj kritik recenzentov je bilo deležno podajanje zgodbe, predvsem pri stranskih misijah, kjer je pogosto težko opaziti namige. Tudi sicer stranske naloge ne pripomorejo bistveno k napredovanju, omembe vredni pa so še včasih moteči hrošči, ki preprečijo dokončanje nalog.
V večigralskem načinu se lahko igralci pomerijo med seboj prek omrežne povezave v načinih vsi proti vsem, ekipa proti ekipi ali lov na artefakte (podobno lovu na zastavo v klasičnih večigralskih strelskih igrah).

## Razvoj
Prve govorice o igri so se razširile leta 2000, novembra 2001 pa je razvijalska skupina GSC Game World uradno oznanila igro pod naslovom S.T.A.L.K.E.R.: Oblivion Lost, Prvotno načrtovani datum izida poleti 2003 je bil večkrat prestavljen, v vmesnem času pa so razvijalci objavili na stotine zaslonskih posnetkov in videov. Igro so promovirali tudi na različne druge načine, denimo z vabljenjem interesentov v svoje prostore v Kijevu, kjer je bilo možno preskusiti trenutno različico. Vendar pa je po nekaj prestavitvah S.T.A.L.K.E.R. dobil oznako »vaporware« (dobesedno »fantomska programska oprema«).
Nedokončana različica se je decembra 2003 pojavila na različnih omrežjih za deljenje datotek in je nenadejano služila kot demonstracija tehničnih sposobnosti igralnega pogona X-Ray Engine. Vendar je bila igra še daleč od končane, zato je založnik poslal svojega predstavnika, da je v sodelovanju z ekipo razvijalcev oklestil igro na obvladljivo raven. V kodi je ostalo več funkcij, denimo upravljanje vozil, ki jih je možno aktivirati z neuradnimi modifikacijami.
Šele februarja 2007 so GSC izdali javno preskusno (beta) različico. V začetku naslednjega meseca je bila igra naposled končana in v zadnji fazi produkcije.

## Odziv in zapuščina
| Agregator  | Ocena  |
| ---------- | ------ |
| Metacritic | 82/100 |

| Publikacija   | Ocena   |
| ------------- | ------- |
| Eurogamer     | 8/10    |
| Game Informer | 8,25/10 |
| GameSpot      | 8,5/10  |
| GameSpy       | [ 16 ]  |
| IGN           | 8,2/10  |

S.T.A.L.K.E.R.: Shadow of Chernobyl je bil deležen pretežno pozitivnega odziva recenzentov. Na servisu GameRankings ima povprečno oceno 82,7 %, na Metacritic pa 82 od 100.
Recenzenti so izpostavili predvsem vzdušje in globino. Skoraj soglasno so pohvalili inovativnost, temačno atmosfero, številne podrobnosti in natančno simulacijo orožij. Po drugi strani je bila kritik deležna nedodelanost z velikim številom hroščev, ki motijo igranje, posebej na takrat novem sistemu Windows Vista. Zgodba je bila opisana kot zanimiva, a včasih težavna za spremljanje, saj jo igra podaja le v obliki dnevniških zapisov, kriptičnih animacij in dialogov v težko razumljivih naglasih.
Igra je prejela priznanje združenja britanskih založnikov za 100.000 prodanih izvodov v Združenem kraljestvu, po besedah razvijalcev je bilo do začetka septembra 2008 prodanih dva milijona izvodov, od tega milijon v nekdanjih sovjetskih državah, kar jim je omogočilo nadaljnji razvoj franšize.

### Nadaljevanja
Leto kasneje je izšla predzgodba S.T.A.L.K.E.R.: Clear Sky, kot razširitev izvirnika, a na voljo tudi samostojno. Druga delno samostojna razširitev, S.T.A.L.K.E.R.: Call of Pripyat (2009) nadaljuje zgodbo Shadow of Chernobyl. Novembra 2024 je izšlo polno nadaljevanje z naslovom S.T.A.L.K.E.R. 2: Heart of Chornobyl.
Leta 2011 je pisatelj Balázs Pataki (pod psevdonimom John Mason) napisal roman Southern Comfort in leto kasneje še nadaljevanje Northern Passage, ki se navezujeta na svet iger S.T.A.L.K.E.R.. V njih po uporabi jedrskega orožja v Afganistanu nastane orjaška nova Cona.